# Люди, пов'язані з Кременчуком
Люди, пов'язані з Кременчуком — це список людей, що народились, навчались або працювали коли-небудь у Кременчуці. У різні часи Кременчук відвідували Тарас Шевченко (1843, ?), Іван Котляревський (1818), Микола Лисенко, Микола Гоголь (1828), Олександр Пушкін (1820, 1824), Катерина II (1787). Підготовкою до її приїзду займався князь Григорій Потьомкін. Під час Російсько-турецької війни 1787—1792 рр. місто відвідували полководці Олександр Суворов та Михайло Кутузов. Суворов командував Кременчуцькою дивізією. Тяжко поранений у Кінбурзькому бою, він всю зиму і весну 1788 року лікувався в кременчуцькому госпіталі.
Президент України Віктор Янукович відбував покарання у Кременчуцькій виховній колонії упродовж 6—7 місяців..
К — Категорія:
- у — уродженець
- н — навчався
- п — працював або працює

А Б В Г Ґ Д Е Є Ж З І Ї Й К Л М Н О П Р Т У Ф Х Ц Ч Ш Щ Ю Я

## А
| Прізвище, ім'я, по-батькові     | Н    | П          | К | Професія/заслуги                                                             | Короткі відомості |
| ------------------------------- | ---- | ---------- | - | ---------------------------------------------------------------------------- | --- |
| Авраменко Олена                 |      | жива       | у | футбольний артбітр                                                           | Проводила матчі Зимового чемпіонату України серед жінок. |
| Акімов Віктор Іванович          | 1946 | живий      | п | Почесний громадянин Кременчука, Заслужений лікар України                     | У 1979 році обраний на посаду голови Кременчуцької профспілки медичних працівників. З січня 1984 року — головний лікар Кременчуцької СЕС, головний державний санітарний лікар міста Кременчука                       |
| Алей А.                         |      |            |   | голова міської та районної управи                                            | Обіймав посаду з березня 1942 по вересень 1943 |
| Алещенко Лев Миколайович        |      |            |   | завідувач хірургічного відділення Кременчуцької центральної районної лікарні | 1966-2013 |
| Андрієнко Григорій Юхимович     | 1907 | 2000       |   | Почесний громадянин Кременчука                                               | радянський функціонер |
| Андрусенко Дмитро Олександрович |      | 2014 19.IV |   | військовий                                                                   | 21-річний спецназівець загинув у ніч на 19 квітня 2014 року в міжнародному аеропорту «Донецьк». Дмитра поховали 21 квітня на кладовищі в селі Піщане. Посмертно було нагороджено орденом «За мужність» 3-го ступеня. |
| Ашкаренко Григорій Андрійович   | 1856 | 1922       | у | актор, драматург                                                             | Організатор професійної акторської трупи, руководив любительским театром у Кременчуці |

## Б
| Прізвище, ім'я, по-батькові       | Н           | П           | К | Професія/заслуги               | Короткі відомості |
| --------------------------------- | ----------- | ----------- | - | ------------------------------ | --- |
| Бабаєв Олег Мейданович            | 1965 21.X   | 2014 26.VII | п | міський голова                 | Обіймав посаду голови Кременчука з листопада 2010 до свого вбивства у липні 2014 року. |
| Бажукова Аліса                    | 1988 20.IX  | жива        | у | кудоїстка                      | Срібний призер Відкритого Кубка України, срібний призер чемпіонату України. |
| Баланюк Віктор Миколайович        |             |             |   | голова міської ради            | Обіймав посаду з березня 1990 по грудень 1990 |
| Безус Роман Анатолійович          | 1990 26.IX  | живий       | у | український футболіст          | Нападник збірної України та київського «Динамо». Грав у Кремені та Ворсклі. |
| Бєлих Михайло                     |             |             | п | футбольний тренер              | Тренував ФК «Кремінь» у 1996-97 роках |
| Білан Леонід Миколайович          |             |             |   | міський голова                 | Обіймав посаду з червня 1994 по жовтень 1995 |
| Білоконь Олег Валерійович         | 1977 31.VII | живий       | у | легкоатлет                     | На Чемпіонаті світу з легкої атлетики в Канаді завоював золото і бронзу |
| Білоус Анатолій                   |             | 2015 26.I   |   | військовий                     | 35-річний кременчужанин служив у 92-й окремій механізованій бригаді. Загинув 26 січня 2015 близько 18.45 у районі Трьохізбенки Луганської області. Поховали Анатолія 31 січня на Свіштовському кладовищі.                                                             |
| Білоусько Іван Порфирович         | 1936 28.VI  | 2010 8.VI   | п | Почесний громадянин Кременчука | Народився в селі Панасівка Полтавської області. Закінчив залізничне училище, школу майстрів. З 1961 року коваль Кременчуцького автомобільного заводу. Автор багатьох трудових починів.                                                                                |
| Блох Леонора Абрамівна            | 1881 24.IV  | 1943 17.I   | у | українська скульптор           | Професор Харківського художнього інституту. Значними творами Леонори Блох є ліричні композиції «Радість материнства», «Робітнича молодь», «Казашка-медсестра». Учнем Леонори Блох був український скульптор Ражба Яків Самійлович.                                    |
| Блувштейн Олександр Абрамович     | 1910 15.V   | 1984 20.X   | у | Герой Радянського Союзу        | |
| Богодист Сергій                   |             |             | у | важкоатлет                     | |
| Богуславський Михайло Соломонович |             |             |   | голова міськвиконкому          | Обіймав посаду з лютого 1919 по серпень 1919 |
| Бойко Вадим Леонідович            | 1962 5.XI   | 1992 14.II  | п | депутат ВРУ                    | Журналіст газет: Вісник Кременчука, Комсомольська правда, Гарт, Независимость, Взгляд. Народний депутат України 1-го скликання |
| Боцула Петро Данилович            | 1958        | 2017        | п | старший солдат                 | |
| Бромберґ Мойсей Акимович          |             |             |   | міський голова                 | Обіймав посаду з червня 1918 по серпень 1918 |
| Бугайчук Віктор Михайлович        | 1957 19.XI  | живий       | п | український політик            | Голова Полтавської обласної державної адміністрації. Депутат Кременчуцької міської ради (З 2010 року). Голова Директор (з 2002-о) ЗАТ "Кременчуцька електротехнічна компанія «Ампер». З липня 2010 року призначений на посаду голови наглядової ради ТОВ «АВМ-Ампер». |
| Будний Олександр Андрійович       |             |             |   | голова міськвиконкому          | Обіймав посаду протягом 1943 — 1945 |
| Бутирін Семен Андрійович          | 1899 3.II   | 1970 9.VIII | у | Почесний громадянин Кременчука | радянський революціонер |

## В
| Прізвище, ім'я, по-батькові      | Н    | П     | К | Професія/заслуги                                                                | Короткі відомості |
| -------------------------------- | ---- | ----- | - | ------------------------------------------------------------------------------- | --- |
| Василенко Станіслав Кузьмич      | 1940 | живий | п | Почесний громадянин Кременчука                                                  | Народився у селі Юріївка Дніпропетровської області. З 1983 року у Кременчуці: заступник начальника, головний інженер УПДМН, з 1994 року голова правління ДАТ «ПДМН».У 2001 році призначений першим заступником голови правління ВАТ «Укртранснафта». |
| Вербин Анатолій Васильович       |      |       |   | голова міськвиконкому                                                           | Обіймав посаду протягом 1980 — 1986 |
| Вернадський Володимир Іванович   | 1863 | 1945  | п | основоположник геохімії, біогеохімії, автор теорії ноосфери, філософ, мислитель | |
| Віленський Ілля Аркадійович      | 1896 | 1973  | у | композитор, музично-громадський діяч                                            | |
| Вирський Дмитро Станіславович    | 1972 | живий | у | історик                                                                         | Науковець, доктор наук, дослідник проблем української історіографії та ранньомодерної історії України. |
| Вишневський Давид Кельманович    | 1910 | 1977  | у | письменник                                                                      | |
| Воскобойніков Микола Порфирович  | 1880 | 1919  | у | старшина Дієвої армії УНР                                                       | |
| Вязьмітінов Микола Олександрович |      |       |   | міський голова                                                                  | Обіймав посаду з вересня 1918 по листопад 1918 |

## Г
| Прізвище, ім'я, по-батькові   | Н          | П         | К | Професія/заслуги                                                           | Короткі відомості |
| ----------------------------- | ---------- | --------- | - | -------------------------------------------------------------------------- | --- |
| Гавеля Богдан Васильович      |            | 2015 4.II |   | військовий                                                                 | 40 років. Загинув 4 лютого 2015 о 11.00 під Маріуполем. Служив у 79-й окремій аеромобільній бригаді. Пішов у АТО добровольцем. Бійці потрапили в засідку в селі Широкіно. Кременчужанин був у джипі за кулеметом, коли в них потрапили з гранатомета. Загинув Богдан і ще один боєць Олександр з Києва. Командир каже, що постріл призначався БТРу. Фактично своїми життями хлопці врятували дев'ять осіб, які перебували в БТР, що їде позаду джипа. Поховали Героя 8 лютого 2015 на Свіштовському кладовищі. |
| Гаврилов Микола Дмитрович     |            |           |   | голова міськвиконкому                                                      | Обіймав посаду протягом з 11 серпня 1945 по 1949 |
| Гаврилюк Василь Васильович    | 1970 1.VII | живий     | п | депутат ВРУ                                                                | Голова спостережної ради ВАТ «Полтавський хлібокомбінат», голова політичної партії «Третя Сила». Депутат Верховної Ради України IV скликання (2002—2006). |
| Гаврильченко Аліса Валеріївна | 1989       | жива      | у | поетеса                                                                    | 2009 року здобула 3 місце у конкурсі «Сонетіада». Лауреатка конкурсу «Собори душ своїх бережіть — 2013» (3 місце). Здобула почесне перше місце в рамках міжнародного конкурсу «Віршована мелодія-2017». |
| Герасимович Борис Петрович    | 1889       | 1937      | у | астрофізик                                                                 | |
| Глухов Микола Володимирович   | 1949       | живий     | п | міський голова                                                             | Обіймав посаду з липня 2000 по жовтень 2010 |
| Глинський Назар               |            |           |   | спортсмен                                                                  | Чемпіон України з бразильського джиу-джитсу |
| Голивець Андрій               |            |           |   | український легкоатлет                                                     | Чемпіон України та Європи серед паралімпійців (категорія F12) |
| Головко Андрій Васильович     | 1897       | 1972      | н | український письменник                                                     | |
| Гордієнко Людмила             |            | жива      | у | Пауерліфтинг                                                               | Абсолютна чемпіонка Полтавської області з пауерліфтингу (жим лежачи), призерка Кубку України з жиму лежачи. |
| Готліб Емануїл Давидович      | 1908       | 1991      | у | Герой Радянського Союзу                                                    | |
| Гриньова Оксана               |            |           | у | тхеквондистка                                                              | Чемпіонка України |
| Грінченко Дмитро              |            |           | у | боксер                                                                     | Срібний призер Чемпіонату Європи з боксу серед військовослужбовців |
| Гугнін Микола Павлович        | 1916       | 1987      | п | Герой Радянського Союзу                                                    | |
| Гудзенко Юрій Олегович        | 1973       | 2015      | п | солдат Збройних сил України, учасник російсько-української війни 2014—2017 | |
| Гусєв Павло Григорович        |            |           |   | міський голова                                                             | Обіймав посаду протягом 1909, 1911, 1912 та 1913—1916 років. |

## Д
| Прізвище, ім'я, по-батькові  | Н    | П     | К | Професія/заслуги               | Короткі відомості |
| ---------------------------- | ---- | ----- | - | ------------------------------ | --- |
| Дементьєв Єгор Вікторович    | 1987 | живий | у | український велогонщик         | |
| Дементьєв Сергій Олегович    | 1997 | живий | у | український важкоатлет         | Призер юнацького чемпіонату України у важкій атлетиці. |
| Деребченко Андрій Васильович | 1979 | 2014  |   | військовий                     | Загинув 27 серпня 2014 р. у котлі під Іловайськ у наслідок обстрілу градами БТР, у якому він знаходився. Андрій помер від множинних переломів кісток і пошкоджень внутрішніх органів. Ідентифікувати тіло вдалося тільки у лютому 2015-го за аналізом ДНК. Похований 20 лютого 2015 р. у селі Вишняки Хорольського району. Майже півроку Андрій значився як зниклий безвісти. Його було призвано до війська 2 серпня 2014 з кременчуцького військкомату і служив у військовій частині у Калугін-Башкирівці, Чугуївського району. |
| Дімара Михайло Васильович    | 1876 | 1979  |   | Почесний громадянин Кременчука | Працівник медичної сфери |
| Дмитренко Д.                 |      |       |   | голова міської управи          | Обіймав посаду з 1941 по лютий 1942 |
| Докучаєв Василь Васильович   | 1846 | 1903  | п | природознавець                 | |
| Домащенко Володимир          |      | живий |   | кікбоксер                      | У жовтні 2017 виборов два перших місця в турнірах: Кубок України з кікбоксингу WPKA серед дорослих і Кубок Захисника України з кікбоксингу WPKA серед курсантів та військовослужбовців в розділах лоу-кік та орієнтал. |
| Дончик Віталій Григорович    | 1932 | живий | у | літературознавець, академік    | |
| Древаль Олексій Вікторович   | 1984 | 2014  | у | військовий                     | 29-річний кременчужанин загинув під Іловайськом у зоні АТО. Зв'язок з ним перервався 29 серпня 2014. Під час бою він був поранений — була пробита артерія на стегні. Товариші по службі тягли Олексія і потрапили під обстріл. Замість обіцяного коридору петляли полями. У підсумку поранений Олексій стік кров'ю. Поховали Олексія на кладовищі у районі вулиці Петровського, яку згодом назвали на його честь. |
| Дроздов К. З.                |      |       |   | в. о. голови міськвиконкому    | Обіймав посаду з 17 березня 1945 по 10 серпня 1945 |
| Дудка Сергій Михайлович      | 1956 | 2018  | у | кінорежисер                    | Член Національної спілки кінематографістів України. Створив більше 250 фільмів, телепередач, концертних програм, рекламних роликів. Висувався на здобуття Національної премії України імені Тараса Шевченка (документальний фільм «Час темряви» 2003). |
| Дяченко Анатолій Давидович   | 1939 | 2017  | п | художник, педагог              | Український графік, живописець та педагог. Член Національної спілки художників України (1985). Роботи зберігаються у Кременчуцькому краєзнавчому музеї, Літературно-меморіальному музеї Івана Котляревського. |

## Є
| Прізвище, ім'я, по-батькові | Н    | П     | К | Професія/заслуги                         | Короткі відомості |
| --------------------------- | ---- | ----- | - | ---------------------------------------- | --- |
| Євселевський Лев Ісаакович  | 1928 | 2011  | у | доктор історичних наук, громадський діяч | Автор книг з історії міста Кременчука. Його наукова спадщина становить понад 400 праць. |
| Ємець Віктор                | ?    | живий |   | легкоатлет                               | Срібний призер Чемпіонату України 2012 з прижків у довжину. |
| Єпішов Георгій Якович       | 1914 | 2008  | п | Почесний громадянин Кременчука           | Народився в селі Олень-Колодязь Воронезької області. До війни закінчив лісотехнічний інститут. Служив в евакогоспіталі. Очолював лісгосп та лісозахисну станцію. Майже 20 років був керівником зеленого господарства міста Кременчука. |

## Ж
| Прізвище, ім'я, по-батькові | Н    | П    | К | Професія/заслуги | Короткі відомості |
| --------------------------- | ---- | ---- | - | ---------------- | ----------------- |
| Житецький Павло Гнатович    | 1837 | 1911 | у | мовознавець      |                   |

## З
Григорович]] Зяблицев Олексій||
| Прізвище, ім'я, по-батькові   | Н    | П     | К | Професія/заслуги                                                                                 | Короткі відомості |
| ----------------------------- | ---- | ----- | - | ------------------------------------------------------------------------------------------------ | --- |
| Залудяк Микола Іванович       | 1941 | 2010  | п | Почесний громадянин Кременчука, заслужений працівник промисловості України голова міськвиконкому | Народився на Вінниччині. Учасник освоєння цілинних земель. Депутат Верховної Ради УРСР. Обіймав посаду голови міськвиконкому з червня 1979 по травень 1980                     |
| Заманський Володимир Петрович | 1928 | живий | у | актор                                                                                            | Радянський і російський актор театру і кіно, народний артист РРФСР (1988). Лауреат Державної премії СРСР (1988 — за роль Олександра Лазарєва у фільмі «Перевірка на дорогах»). |
| Захаров Юрій                  |      |       | п | футбольний тренер                                                                                | Тренував ФК «Кремінь» у 1990-91 роках |
| [[Зацеркляний Микола          |      |       |   |                                                                                                  | |

## Й
| Прізвище, ім'я, по-батькові               | Н    | П    | К | Професія/заслуги                                | Короткі відомості |
| ----------------------------------------- | ---- | ---- | - | ----------------------------------------------- | ----------------- |
| Йона Київський (в миру Іван Мірошниченко) | 1802 | 1902 | у | Православний святий та чудотворець XIX століття |                   |

## І
| Прізвище, ім'я, по-батькові | Н    | П         | К | Професія/заслуги                                           | Короткі відомості |
| --------------------------- | ---- | --------- | - | ---------------------------------------------------------- | --- |
| Ізюмов Андрій Якович        |      |           |   | міський голова                                             | Обіймав посаду протягом 1900–1903, 1906–1908 та протягом 1916–1917 років |
| Ільїн Андрій Миколайович    |      | 2015 26.I |   | військовий                                                 | 30-річний кременчужанин загинув у результаті артилерійського обстрілу блокпоста 22 січня 2015 ввечері у Горлівці на блокпості. Поруч з бійцем розірвався снаряд. Андрій Ільїн був родом із Світловодська, але жив і працював у Кременчуці. Поховали Героя в рідному Світловодську 11 лютого. |
| Іпатенко Ольга Микитівна    | 1925 | 2010      |   | Почесний громадянин Кременчука, Герой Соціалістичної Праці | працювала у сфері будівництва |

## К
| Прізвище, ім'я, по-батькові           | Н         | П           | К | Професія/заслуги                                                 | Короткі відомості |
| ------------------------------------- | --------- | ----------- | - | ---------------------------------------------------------------- | --- |
| Кагал Максим                          | 1994      | живий       | у | кікбоксер                                                        | Чемпіон України |
| Казакевич Емануїл Генріхович          | 1913      | 1962        | у | письменник                                                       | |
| Каланіна Ліза                         |           | жива        | у | дзюдоїстка                                                       | Чемпіон Європи з дзюдо серед юніорів, бронзовий призер чемпіонату Європи (U-20), срібний призер чемпіонату України (U-20). |
| Камінський Євген                      |           |             | п | футбольний тренер                                                | Тренував ФК «Кремінь» у 1988-89 роках |
| Капліна Тетяна                        |           | жива        | у | Кінний спорт                                                     | Срібна і бронзова призерка Кубка «Silver Foal»/ |
| Капранов Микола Євдокимович           | 1895      |             | п | голова міської ради                                              | Обіймав посаду у 1927 році |
| Капцевич Олександр Савич              |           |             |   | голова міської ради                                              | Обіймав посаду протягом 1928 — 1929 років |
| Кацай Олексій Опанасович              | 1954 7.IV | живий       | п | український поет, прозаїк                                        | |
| Кисельов Володимир Вікторович         | 1957      | живий       | п | Почесний громадянин Кременчука, олімпійський чемпіон             | Рекордсмен СРСР, Європи та світу, чемпіон ХХІІ Олімпійських ігор із штовхання ядра. Заслужений майстер спорту СРСР, почесний громадянин штату Техас. |
| Кобицький Сергій Леонідович           | 1973 6.II | 2014 16.IX  |   | військовий                                                       | Народився 6 лютого 1973 в місті Барвінкове Харківської області. Жив у Кременчуці, с. Мала Кохнівка Кременчуцького району. Призвано Кременчуцьким об'єднаним міським комісаріатом під час часткової мобілізації. Загинув 16 вересня 2014 у ДТП у Донецькій області. |
| Коваленко Андрій Володимирович        | 1949      | живий       | п | Почесний громадянин Кременчука                                   | З 1985 року — заступник начальника локомотивного депо станції Кременчук. У 1988 році очолив виконком Крюківської районної ради, став її головою. Народився селі Мліївому Черкаської області. Закінчив Харківський інститут інженерів залізничного транспорту. |
| Коваленко Володимир Миколайович       | 1952      | живий       | п | Почесний громадянин Кременчука                                   | Народився в селі Козубівка Хорольського району Полтавської області. На початку 1980-х років працював на Кременчуцькому автомобільному заводі. З 1982 року — на партійній роботі. У березні 1990 року став головою Автозаводської районної ради, яку очолює і по-сьогодні. |
| Коваль Юрій                           |           |             | п | футбольний тренер                                                | Тренував ФК «Кремінь» з 1997-98 роках |
| Ковальчук Анастасія Олександрівна     |           | жива        | у | більярдистка                                                     | Шестиразова чемпіонка України з гри на більярді: по два чемпіонські титули з вільної, комбінованої і динамічної пірамід., бронзова призерка чемпіонату Європи та чвертьфіналісткою чемпіонату світу. |
| Кожарін Михайло Олексійович           |           |             |   | голова міськвиконкому                                            | Обіймав посаду протягом 1962 — 1970 |
| Козак Микола Степанович               |           | 2019 15.VII |   | кобзар–бандурист                                                 | Викладач дитячої музичної школи №1, заслужений працівник культури України, член товариства «Просвіта» ім. Тараса Шевченка. |
| Колачевський Михайло Миколайович      | 1851      | 1907        | у | композитор                                                       | |
| Колоколов                             |           |             |   | голова міської ради                                              | Обіймав посаду у липні 1935 р. |
| Комір Віталій Михайлович              | 1936      | живий       | п | Почесний громадянин Кременчука, Доктор технічних наук            | Професор, завідувач кафедри технічної механіки Кременчуцького національного університету ім. М. Остроградського з першого дня її існування (1974 р.). Під керівництвом професора Коміра В. М. створена наукова школа (1980 р.) по дослідженню механізму руйнування твердих тіл при імпульсному навантаженні та розробці методів керування дією вибуху.                                         |
| Конюхов Сергій Семенович              | 1921      | 2005        | п | Герой Радянського Союзу                                          | |
| Копкин Богдан                         | 1989      | живий       | у | кікбоксер                                                        | Чемпіон України |
| Корольов Йосип Дмитрович              | 1906      | 1987        | п | Герой Радянського Союзу                                          | |
| Коротич Сергій Тарасович              | 1915      | 1996        |   | Почесний громадянин Кременчука                                   | Працював у міській системі освіти, педагогічна діяльність. |
| Корпонай Тиберій                      |           |             | п | футбольний тренер                                                | Тренував ФК «Кремінь» 1993 року та у 1994-95 роках |
| Котляревський Олександр Олександрович | 1837      | 1881        | у | етнограф, філолог, славіст                                       | |
| Крендовський Євграф Федорович         | 1810      | 1876        | у | художник                                                         | |
| Кривченко Сергій                      |           | 2014 21.XI  |   | військовий                                                       | 29 років. Служив у 92-й механізованій бригаді. Загинув 21 листопада 2014 у місті Щастя. Після поранення його не встигли вчасно відправити до госпіталю, Сергій загинув від втрати крові. |
| Круглашов Анатолій Миколайович        | 1962      | живий       | у | завідувач кафедри, професор, доктор наук                         | Завідувач кафедри політології з гуманітарних питань Чернівецького Національного університету ім. Ю. Федьковича. |
| Крутько Роман Іванович                |           | 2014 22.X   | у | військовий                                                       | 22 жовтня 2014 38-річний уродженець Кременчука загинув під Маріуполем, коли група український військових потрапила в пастку снайперів. Він їхав за кермом машини і під час нападу на великій швидкості розгорнув її, підставивши борт авто під обстріл бойовиків. Таким чином він врятував життя 15-ти своїх товаришів. Коли ж Роман вистрибнув з автомобіля, біля його ніг вибухнула граната. |
| Кукса Олег Володимирович              | 1970      | 2015        | у | солдат Збройних сил України, учасник російсько-української війни | |

## Л
| Прізвище, ім'я, по-батькові    | Н    | П     | К | Професія/заслуги | Короткі відомості |
| ------------------------------ | ---- | ----- | - | --- | --- |
| Лагно Григорій Степанович      |      |       |   | голова міської ради | Обіймав посаду протягом 1940 — 10 серпня 1941 |
| Ландкоф Самуїл Наумович        | 1887 | 1970  | у | вчений-правознавець | Упродовж 1920–1931 років був викладачем та професором кафедри цивільного права і цивільного процесу у Харківському інституті народного господарства на правовому факультеті. У 1931 році був на посадах професора Харківського фінансово-економічного інституту, Інституту раціоналізації управління. З 1938 року — професор, завідувач кафедри цивільного права Київського державного університету ім. Т. Г. Шевченка. У 1958 р. викладав у Київському інституті народного господарства. У 1970 р. був прийнятий на посаду професора-консультанта кафедри цивільного права Харківського юридичного інституту. |
| Лапчинський Георгій Федорович  | 1887 | 1938  | п | Начальник міської думи | Обіймав посаду з липня 1917 по жовтень 1917 |
| Леготкін Геннадій Іванович     | 1946 | живий | п | Почесний громадянин Кременчука | З 1965 року в Кременчуці. Після закінчення політехнічного інституту працював на автозаводі, згодом на колісному заводі, де став головою правління ВАТ «Кременчуцький колісний завод». |
| Леонов Олексій Архипович       | 1934 | живий | н | Льотчик-космонавт СРСР, двічі Герой Радянського Союзу, Почесний громадянин Кременчука, перша людина, яка вийшла у відкритий космос | Навчався у Кременчуцькому льотному училищі цивільної авіації |
| Литвин А.                      |      |       | у | письменник | |
| Литвиненко Анатолій Кузьмич    |      |       |   | голова міськвиконкому | Обіймав посаду з 1986 по березень 1990 |
| Литвиненко Володимир Іванович  | 1938 | живий | п | Почесний громадянин Кременчука, Заслужений лікар України                                                                           | З 1966 року хірург другої міської лікарні міста Кременчука. У 1970 році призначений на посаду директора Кременчуцького медичного училища. |
| Литовченко Олександр Дмитрович | 1835 | 1890  | у | український історичний живописець                                                                                                  | Кременчуцький художник 19 століття. Він 1877 року був прийнятий до товариства «Пересувних художніх виставок». Його роботи нині знаходяться у Третьяковській галереї. |
| Лівшиць Йосип                  |      |       | п | футбольний тренер | Тренував ФК «Кремінь» 1968 року |
| Лозинський Володимир (тренер)  |      |       | п | футбольний тренер | Тренував ФК «Кремінь» 1992 року |
| Льопа Дмитро Сергійович        | 1988 | живий | у | український футболіст | |
| Люлько Валерій                 |      |       | п | футбольний тренер | Тренував ФК «Кремінь» 1989 року |
| Ляхова Ольга Олександрівна     | 1992 | жива  | у | Легка атлетика | Чемпіонка України серед юніорів, срібний призер чемпіонату України серед дорослих. |

## М
| Прізвище, ім'я, по-батькові    | Н               | П               | К | Професія/заслуги | Короткі відомості |                                                |
| ------------------------------ | --------------- | --------------- | - | --- | --- | ---------------------------------------------- |
| Майборода Георгій Іларіонович  | 1913            | 1992            | н | український композитор | |                                                |
| Макаренко Антон Семенович      | 1888            | 1939            | н | український та радянський педагог і письменник | |                                                |
| Максюта Костянтин Іванович     |                 | 2017            |   | учасник антитерористичної операції на сході України | |                                                |
| Малієвська                     |                 |                 |   | в. о. голови міської ради | Обіймав посаду у 1930 році |                                                |
| Мане-Кац                       | 1894            | 1962            | у | французький та ізраїльський живописець і скульптор | |                                                |
| Манженко Діна Сергіївна        | 1935            |                 | у | директор школи | Керувала школою № 16 з 1 вересня 1980 по 28 червня 1991 року |                                                |
| Марандян Каро                  |                 |                 |   | дзюдоїст | Призер Кубку Європу U18 |                                                |
| Маслов Володимир Єлисейович    | 1933            | 2007            | п | Почесний громадянин Кременчука, перший ректор КрНУ, академік і член-кореспондент ряду академій                                                                  | Зробив внесок у розвиток освіти, науки та культури в місті. Професор, заслужений працівник освіти України.                                                                                              |                                                |
| Матвієнко Віктор Васильович    |                 |                 |   | голова міськвиконкому | Обіймав посаду протягом 1970 — 1979 |                                                |
| Матицин Володимир Митрофанович | 1945            | живий           | п | Почесний громадянин Кременчука | На Кременчуцькому нафтопереробному заводі. Займав посаду голови правління компанії «Укртатнафта». |                                                |
| Матійченко Володимир Федорович | 1931 27 березня | 2013 13 березня |   | Почесний громадянин Кременчука | Звання «Почесний громадянин Кременчука» присвоєно сесією міської ради 19 вересня 1996 року за великий внесок у будівельну галузь міста, будівництво житла та об'єктів соціально-побутового призначення. |                                                |
| Мельник Микола Миколайович     | 1953 17 грудня  | 2013            | н | Льотчик-випробувач СРСР, Герой Радянського Союзу | Навчався та викладав у Кременчуцькому льотному училищі цивільної авіації. Ліквідатор аварії на Чорнобильській АЕС.                                                                                      |                                                |
| Мельниченко Ганна Анатоліївна  | 1983 24 квітня  | жива            | у | легкоатлетка | Чемпіонка світу (2013), Бронзова призерка чемпіонату Європи (2013), чемпіонка України у п'ятиборстві.                                                                                                   |                                                |
| Мірошник Григорій              |                 |                 | п | футбольний тренер | Тренував ФК «Кремінь» з 1960 року по 1960-і. |                                                |
| Моісєєнко Ігор Олексійович     | 1962            |                 |   | Лауреат міжнародних та державних премій. Член національної спілки письменників України та Спілки журналістів України, поет і прозаїк, журналіст, кінодраматург. | У 2000-х обіймав посаду заступника головного редактора кременчуцької міської незалежної газети «Кремінь».                                                                                               | [Архівовано 11 лютого 2022 у Wayback Machine.] |
| Молочников Микола Мусійович    | 1924            | 1982            | у | Герой Радянського Союзу | |                                                |
| Мкртчян Наталя В’ячеславівна   | 1969            |                 | п | сучасна українська художниця, живописець | Переможець міжнародних виставок-конкурсів сучасного мистецтва в Україні, Білорусі, Росії, Туреччині, Китаї, Словенії, Італії, Франції.                                                                  |                                                |
| Віктор Мусі                    |                 |                 | у | сучасний французькій художник, живописець | |                                                |
| Мусієнко Дмитро Михайлович     | 1921            | 1989            | у | український сценарист, кінокритик | |                                                |
| Мухан Людмила                  |                 | жива            | у | бодіфітнес | Дворазова чемпіонка України з бодіфітнесу. |                                                |

## Н
| Прізвище, ім'я, по-батькові   | Н    | П              | К | Професія/заслуги                       | Короткі відомості |
| ----------------------------- | ---- | -------------- | - | -------------------------------------- | --- |
| Нагнибіда Іван Лукич          | 1896 | 1967           | у | підполковник Армії УНР.                | |
| Надоша Олег Володимирович     | 1964 | живий          | у | міський голова Кременчука, депутат ВРУ | Голова Кременчука з жовтня 1998 по квітень 2000. |
| Назаренко Дмитро              |      | 2014 29.VIII   | у | військовий                             | Служив стрільцем-кулеметником у батальйоні МВС «Миротворець». Загинув у котлі під Іловайськом. Учасник київського Майдану, козак. Дату його смерті назвали приблизно — 29 серпня 2014 року. Загиблий трохи не дожив до 40 років. |
| Невідничий Юрій Олександрович | 1970 | 2015 14 квітня |   | військовий                             | сержант Збройних сил України, учасник боїв за Дебальцеве. |

## О
| Прізвище, ім'я, по-батькові | Н    | П     | К | Професія/заслуги                      | Короткі відомості |
| --------------------------- | ---- | ----- | - | ------------------------------------- | --- |
| Осиновський Семен           |      |       | п | футбольний тренер                     | Тренував ФК «Кремінь» у 1999–2000 роках. |
| Островський Віталій         |      | живий |   | пауерліфтер                           | Посів два других місця на Чемпіонаті світу з пауерліфтингу серед людей з поганим зором в Орландо (США) у 2012 році |
| Орнстайн Лео                | 1893 | 2002  | у | композитор                            | |
| Оченаш Павло Федорович      | 1924 | 1984  |   | Заслужений працівник культури України | Прийшов працювати до ПК «КрАЗ» у 1950-х роках. Створив ансамбль, який «розрісся» до масштабів хору. Починаючи з 60-х років популярність хору Оченаш стала зростати — про нього знали не тільки в Полтавській області, а й у всій Україні. Саме з цього хору почала свою кар'єру Раїса Кириченко. |

## П
| Прізвище, ім'я, по-батькові    | Н    | П     | К | Професія/заслуги                                                            | Короткі відомості |
| ------------------------------ | ---- | ----- | - | --------------------------------------------------------------------------- | --- |
| Панасенко С. А.                |      |       |   | міський голова                                                              | Обіймав посаду з березня 1918 по червень 1918 та з 9 по 14 грудня 1918 |
| Пантелей Олександр Сергійович  | 1980 | живий | у | поет, письменник                                                            | Член Спілки кременчуцьких літераторів «Славутич». |
| Парнета Михайло Павлович       | 1929 | живий | п | Почесний громадянин Кременчука, лікар-хірург                                | Хірург-ординатор другої міської лікарні, завідувач хірургічного відділу, а з 1963 по 2002 роки — завідувач хірургічного відділу вузлової лікарні станції Кременчук. Зробив більше 10 тисяч операцій.                            |
| Петрусь Яків Самойлович        | 1887 | ?     | у | підполковник Армії УНР.                                                     | Учасник першого Зимового походу Армії УНР, нагороджений Орденом Залізного Хреста. |
| Покладов Андрій Євгенович      |      |       |   | військовий                                                                  | 42 роки. Служив командиром зенітної батареї у 128-й гірсько-піхотній бригаді. Загинув у лютому під містом Дебальцеве. Поховали Андрія 4 березня 2015 на Свіштовському кладовищі.                                                |
| Покорний                       |      |       |   | Голова президії міськвиконкому                                              | Обіймав посаду з квітня 1920 по липень 1920 |
| Пономаренко Іван Кіндратович   | 1940 | 1999  | п | Міський голова                                                              | Обіймав посаду протягом 1990 — 1994 та протягом 1995 — 1998 років |
| Пономарьова Галина Миколаївна  | 1925 | 2006  | у | Почесний громадянин Кременчука                                              | Внесок у розвиток освіти у місті та педагогічна діяльність. |
| Поросюк Олександр Васильович   | 1977 | 2015  |   | старший солдат Збройних сил України                                         | російсько-українська війна |
| Пояцика Денис Юрійович         | 1985 |       | у | Український боксер, чемпіон Європи 2006 року                                | |
| Приходько Володимир Іванович   | 1942 | живий | п | Почесний громадянин Кременчука, президент концерну «Крюківський вагонзавод» | З 1978 року головний інженер Крюківського вагонобудівного заводу. У 1986 році — директор ВНДПТІ вагонобудування. З квітня 2003 року президент концерну «Крюківський вагонзавод».                                                |
| Приходько Іван Митрофанович    | 1910 | 1991  | п | міський голова Кременчука, Герой Соціалістичної Праці                       | Зробив внесок у розбудову промисловості Кременчука. У різні роки — директор Крюківського вагонобудівного заводу та Кременчуцького автомобільного.                                                                               |
| Приходько Петро Сергійович     | 1918 | 1944  | у | Герой Радянського Союзу                                                     | |
| Провізіон Феодосій Харитонович | 1920 | живий | п | Почесний громадянин Кременчука, лікар-педіатр                               | З 1952 року в Кременчуці. Після навчання в медінституті працював лікарем-педіатром. У 1965–2002 роках головний лікар Кременчуцької міської дитячої лікарні. Заслужений лікар України. Народився в селі Оболонь Полтавської обл. |
| Поляничко Юлія                 |      | жива  | у | Фітнес-бікіні                                                               | Фіналістка чемпіонату Кубка північного заходу.. |

## Р
| Прізвище, ім'я, по-батькові | Н    | П    | К | Професія/заслуги        | Короткі відомості                                    |
| --------------------------- | ---- | ---- | - | ----------------------- | ---------------------------------------------------- |
| Радченко                    |      |      |   | голова міської ради     | Обіймав посаду у грудні 1929 року.                   |
| Ражба Яків                  | 1904 | 1986 | у | скульптор-монументаліст |                                                      |
| Рєзниченко Абрам Ісакович   | 1916 | 1973 | у | український графік      |                                                      |
| Рогозіна Тетяна             |      | жива | у | Лижні перегони          | Чемпіонка України з лижних гонок та легкої атлетики. |
| Рудаков Євген Васильович    | 1942 | 2011 | п | футбольний тренер       | Тренував ФК «Кремінь» 1994 року.                     |
| Рябов Олег Михайлович       | 1932 | 1996 | у | диригент                |                                                      |

## С
| Прізвище, ім'я, по-батькові        | Н                | П              | К | Професія/заслуги                                                                       | Короткі відомості |
| ---------------------------------- | ---------------- | -------------- | - | -------------------------------------------------------------------------------------- | --- |
| Самойленко Володимир Якович        |                  |                |   | старший солдат ЗСУ                                                                     | Учасник російсько-української війни |
| Санін А. Г.                        |                  |                |   | міський голова                                                                         | Обіймав посаду з 14 грудня 1918 р. по 1 лютого 1919 р. |
| Свистун Сергій                     |                  |                | п | футбольний тренер                                                                      | Тренував ФК «Кремінь» з 2004 по 2008 рік. |
| Семененко Аліна                    |                  | жива           | у | Спортивні танці                                                                        | Неодноразова переможниця Всеукраїнських змагань зі спортивних танців.                                                                                              |
| Сербіченко Олександр Калістратович |                  |                |   | голова Кременчуцького губвиконкому                                                     | Обіймав посаду з 30 липня 1920 по 21 жовтня 1922. |
| Сердюк Ігор Михайлович             | 1969 3 листопада | 2014 18 лютого | у | Активіст Євромайдану                                                                   | Підприємець. Прапороносець 9-ї Сотні Самооборони Майдану. Загинув під час протистояння на Євромайдані із кримінально-міліцейськими угрупованнями режиму Януковича. |
| Січний Іван Микитович              | 1893             | 1982           |   | Почесний громадянин Кременчука                                                         | Організатор кременчуцької міліції |
| Скрипник Дмитро Петрович           |                  |                |   | голова міськвиконкому                                                                  | Обіймав посаду протягом 1949—1961 рр. |
| Скурський Анатолій                 |                  |                | п | Футбольний тренер                                                                      | Тренував ФК «Кремінь» у 1995, 1997, 1998 роках. |
| Смикова Ганна                      |                  | жива           | у | велоспорт                                                                              | Чемпіонка Полтавської області з велоспорту. |
| Смирнов Дмитро Петрович            |                  |                |   | Начальник Військово-революційного комітету Кременчука                                  | Обіймав посаду з 28 січня 1918 р. по 25 березня 1918 р. |
| Степаненко Микола Іванович         | 1960             |                | п | Український політичний і громадський діяч, письменник, публіцист, дослідник, скульптор | Автор науково-популярних книг: «На основі взаємної поваги і довіри», «Центральноазійський барс», «Роль Казахстану в глобальних діях проти ядерної зброї» та ін.    |
| Столецький Олександр Іванович      |                  |                |   |                                                                                        | Обіймав посаду з 12 серпня 1941 по 12 вересня 1941 |
| Стрельцов Борис                    |                  |                | п | Футбольний тренер                                                                      | Тренував ФК «Кремінь» у 1992—1993 роках |
| Супруненко Петро Михайлович        | 1893             | 1938           | у | Механік, академік                                                                      | |

## Т
| Прізвище, ім'я, по-батькові                                          | Н               | П    | К | Професія/заслуги              | Короткі відомості                                                                              |
| -------------------------------------------------------------------- | --------------- | ---- | - | ----------------------------- | ---------------------------------------------------------------------------------------------- |
| Таптунов Юрій Іванович                                               | 1940            | 1978 | у | Герой Радянського Союзу       |                                                                                                |
| Тихонович Йосип Кирилович                                            | ?               | ?    | п | Лікар першої половини XIX ст. | У 1839—1948 рр. працював лікарем у Кременчуці та Лубнах                                        |
| Ткаченко Ілля Іванович (Герой Радянського Союзу, Полтавська область) | 1924            | 1943 | у | Герой Радянського Союзу       |                                                                                                |
| Ткаченко Надія Володимирівна                                         | 1948 19 вересня | жива | у | легкоатлетка                  | Чемпіонка Європи (1974 рік), олімпійська чемпіонка (1980 рік) з легкоатлетичного п'ятиборства. |
| Тьомкін Дмитро Зиновієвич                                            | 1894            | 1979 | у | композитор                    |                                                                                                |

## У
| Прізвище, ім'я, по-батькові | Н    | П            | К | Професія/заслуги                              | Короткі відомості |
| --------------------------- | ---- | ------------ | - | --------------------------------------------- | --- |
| Усс Степан Миколайович      |      | 2014 29.VIII | у | військовий                                    | Старшина і фельдшер. Він пройшов Луганськ і повернувся до Кременчука у відпустку. Під час відпустки відчув себе погано і лікарі констатували, що у нього передінфарктний стан, однак це не завадило йому повернутися до зони АТО. Загинув 29 серпня 2014 у котлі під Іловайськом. Коли підірвали машину, Степан кинувся витягати поранених і загинув сам. Закінчив Кременчуцьке медичне училище. Працював у Кременчуці, на ПП ПТК «Лукас» в підприємстві L-транс. |
| Усенко Борис                |      |              | п | футбольний тренер                             | Тренував ФК «Кремінь» 1969 року. |
| Утьосов Леонід Осипович     | 1895 | 1982         | п | радянський артист естради, співак і кіноактор | З 1912 року виступав у Кременчуцькому театрі мініатюр; тоді ж взяв собі псевдонім Леонід Утьосов. |

## Ф
| Прізвище, ім'я, по-батькові  | Н    | П    | К | Професія/заслуги                                      | Короткі відомості |
| ---------------------------- | ---- | ---- | - | ----------------------------------------------------- | --- |
| Фегединг Б. Н.               |      |      |   | Начальник міської управи                              | Обіймав посаду з липня 1917 р. |
| Федорченко Віктор Михайлович | 1935 | 2006 | п | Почесний громадянин Кременчука, лікар-акушер          | З 1967 року в Кременчуці. З 1971 року головний лікар Кременчуцького міського пологового будинку, головний лікар-акушер міста.                                                   |
| Федько Валентина Тимофіївна  | 1913 | 2006 | у | Почесний громадянин Кременчука, заслужений лікар УРСР | 1944 очолила Кременчуцьку дитячу консультацію. Разом з тим працювала лікарем Будинку дитини, міським педіатром. З 1949 по 1970 рр. — директор Кременчуцького медичного училища. |
| Фомін Віктор                 |      |      | п | футбольний тренер                                     | Тренував ФК «Кремінь» 1987 року. |
| Фусік Федір Олексійович      |      |      |   | голова міської ради                                   | Обіймав посаду протягом з жовтня 1934 по 1935 рік. |

## Х
| Прізвище, ім'я, по-батькові | Н    | П    | К | Професія/заслуги                                      | Короткі відомості |
| --------------------------- | ---- | ---- | - | ----------------------------------------------------- | ----------------- |
| Харків Олекса               | 1897 | 1939 | у | маляр-монументаліст і графік                          |                   |
| Хорват Дмитро Леонідович    | 1859 | 1937 | у | управляючий Китайсько-Східньою залізницею (1902-1921) |                   |

## Ц
| Прізвище, ім'я, по-батькові | Н    | П    | К | Професія/заслуги        | Короткі відомості |
| --------------------------- | ---- | ---- | - | ----------------------- | ----------------- |
| Циплухін Микола Дмитрович   | 1918 | 1987 | п | Герой Радянського Союзу |                   |

## Ч
| Прізвище, ім'я, по-батькові | Н    | П     | К | Професія/заслуги                                                  | Короткі відомості |
| --------------------------- | ---- | ----- | - | ----------------------------------------------------------------- | --- |
| Черниш Микола Костянтинович | 1948 | живий | п | Почесний громадянин Кременчука, Заслужений машинобудівник України | Був заступником генерального директора — директора виробництва ХК «АвтоКрАЗ». З серпня 2005 року — виконавчий директор ТОВ «Кременчуцький автоскладальний завод». |
| Чижов Василь Пахомович      | 1922 | 1997  | п | Герой Радянського Союзу                                           | |
| Чичибабін Борис Олексійович | 1923 | 1994  | у | письменник                                                        | |
| Чорновіл                    |      |       |   | голова міської ради                                               | Обіймав посаду протягом 1930—1934 рр. |
| Чумак Юрій Олександрович    | 1962 | живий | п | футбольний тренер                                                 | Тренує ФК «Кремінь» з 2008 року. |

## Ш
| Прізвище, ім'я, по-батькові | Н           | П          | К | Професія/заслуги        | Короткі відомості |
| --------------------------- | ----------- | ---------- | - | ----------------------- | --- |
| Шаповалов Юрій Анатолійович | 1972 14.III | живий      | у | депутат ВРУ             | Депутат Верховної Ради України VII скликання. |
| Шарлемань Микола Васильович | 1887 6.II   | 1970 29.V  | у | зоолог                  | Дійсний член НТШ й Українського наукового товариства у Києві, автор коментаріїв до «Слова о полку Ігоревім».                                                    |
| Шевченко Дмитро             | 1990        | 2014 4.VII |   | військовий              | Загинув у бою на Донбасі 4 липня 2014 р. Бійця поховали у селі Успенка Онуфріївського району. Дмитро служив у піхоті, воювати з терористами пішов добровольцем. |
| Шмалько Ніна (Данько)       |             | жива       |   | письменниця             | Лаурет обласної премії імені Леоніда Бразова |
| Шпаковський Сергій Петрович | 1918 19.X   | 1993 23.IV | п | Герой Радянського Союзу | |
| Шпильман                    |             |            |   | голова міської ради     | Обіймав посаду у серпні 1934 р. |

## Я
| Прізвище, ім'я, по-батькові | Н    | П     | К | Професія/заслуги    | Короткі відомості                    |
| --------------------------- | ---- | ----- | - | ------------------- | ------------------------------------ |
| Яремченко Валерій Іванович  | 1947 | живий | п | футбольний тренер   | Тренував ФК «Кремінь» 1996 року.     |
| Ярмула Олександр Леонідович |      | 2016  | п | військовослужбовець | Учасник російсько-української війни. |